# 13265 Терренсбанклі
13265 Терренсбанклі (13265 Terbunkley) — астероїд головного поясу, відкритий 17 серпня 1998 року.
Тіссеранів параметр щодо Юпітера — 3,544.